# La Boutique (film, 1997)
Pour les articles homonymes, voir Boutique.
 (septembre 2018).
Si vous disposez d'ouvrages ou d'articles de référence ou si vous connaissez des sites web de qualité traitant du thème abordé ici, merci de compléter l'article en donnant les références utiles à sa vérifiabilité et en les liant à la section « Notes et références ».
Pour plus de détails, voir Fiche technique et Distribution.
La Boutique est un court-métrage burkinabè d'Idrissa Ouedraogo, réalisé dans le cadre des scénarios du sahel en 1997, d'après une idée originale d'Olga Ouedraogo, une écolière burkinabè de 20 ans.

## Synopsis
Adama et Kady veulent faire l'amour. Mais avant, Kady exige d'Adama qu'il aille acheter des préservatifs. Le jeune homme part à la boutique mais là-bas il n'est pas seul, un vieil homme est là aussi. Honteux, Adama demande un paquet de gâteaux, puis un autre, puis un autre, puis un autre en espérant que le vieil homme s'en aille. Finalement un couple arrive et demande des préservatifs au vendeur. L'atmosphère se détend et le vieil homme, qui lui aussi était venu pour ça, demande des préservatifs. Décomplexé, Adama demande alors une boîte. Au retour, riant de sa bêtise, il croise Kady qui s'en va, lasse d'avoir trop attendu. Adama sourit, il a les préservatifs, demain ils pourront faire l'amour,.

## Fiche technique
- Réalisation : Idrissa Ouedraogo
- Photographie : Luc Drion
- Montage : Cécile Lecante
- Production : Sophie Salbot
- Format : couleur - 1,66:1
- Langue : mooré
- Durée: 2 min 21 s[5]